# 안동 하리동 삼층석탑
안동 하리동 삼층석탑(安東 下里洞 三層石塔)은 경상북도 안동시 풍산읍에 있는 삼층석탑이다. 1979년 1월 25일 경상북도의 유형문화재 제108호로 지정되었다.

## 개요
땅 속에 묻힌 기단부(基壇部) 위로, 3층의 탑신(塔身)을 올린 탑이다.
탑신의 각 몸돌에는 모서리마다 기둥 모양을 새겼다. 두툼한 지붕돌은 밑면에 1층은 4단, 2·3층은 3단의 받침을 두었는데, 2 ·3층 몸돌 위에 지붕돌을 받치는 1단의 괴임을 만들어 겉에서 보면 지붕돌받침이 4단처럼 보이게 하고 있어 독특한 표현이다.
통일신라 전성기의 석탑에 비해 지붕돌이 두꺼워지고 받침의 수가 줄어들고 있어 고려시대에 세운 것으로 보인다. 또한 석탑의 구조가 이 지방 특유의 석탑양식을 갖추고 있어 석탑 연구에 좋은 자료가 되고 있다.

## 현지 안내문
이 탑은 2층기단 위에 올려진 3층의 석탑으로 높이는 약 5.8m이다. 신라양식을 간직한 고려 초기 작품으로 추정된다.
2층기단 벽면은 4면을 각 한 장씩의 돌로 세우고, 양쪽 모서리 기둥 사이에는 하나씩의 중간기둥을 돋을새김으로 하였으며 덮개는 크고 넓직한 한 장의 돌로 만들었다. 몸체돌의 높이는 1층에 비해 2·3층은 급격히 낮아지며, 각 층 네모서리에는 기둥모양, 1층 정면에는 출입문 모양을 새겼다. 지붕돌은 각각 하나씩의 돌로 되었으며 처마 밑받침은 4단씩이며 지붕의 경사는 완만하다.
이 탑의 특이한 점은 1·2층 몸체돌의 아래, 위가 서로 다른 돌로 되었고, 2·3층 처마밑받침의 제일 아랫단이 몸체돌에 조각된 것으로, 이러한 모습은 다른 탑에서 찾아보기 힘든 독특한 형태이다.

## 참고 자료
- 안동하리동삼층석탑 - 국가유산청 국가유산포털